# Собака (картина Гойи)
«Собака» (исп. El perro) — одна из «Мрачных картин» Франсиско Гойи, написанная в 1819—1823 годах. Авторское название картины неизвестно. Это произведение также известно под названиями «Тонущая собака» (исп. Perro semihundido) и «Голова собаки».
Это произведение, скорее всего, незавершённое, является частью группы работ с верхнего этажа «Дома Глухого», где Гойя жил с 1819 года. Неизвестно изначальное намерение художника. Голова собаки то ли появляется из-за склона, то ли выныривает из мутной воды. Собака смотрит вверх пронзительным, почти человеческим взглядом, вызывая глубокое беспокойство, обостряемое огромным пустым пространством сверху. Картина производит неизгладимое впечатление на зрителя.
Композиция «Собаки» перекликается с «Монахом у моря» Каспара Давида Фридриха, написанным примерно на десять лет раньше. Однако, если Фридрих оставляет пейзаж узнаваемым, то Гойя идёт ещё дальше в разрыве с традиционной композицией. Он доводит до абсолюта упрощение среды и практически полное отсутствие формальной организации. «Тонущая собака» стала источником вдохновения для многих художников. Так, влияние Гойи заметно в картинах Пьера Боннара «Красная клетчатая скатерть» (1910) и Антонио Саура «Воображаемый портрет Гойи» (1966).

## Предыстория
В 1819 году Гойя приобрел дом под названием «Дом Глухого» на берегу Мансанареса недалеко от Мадрида. Это был небольшой двухэтажный дом, названный в честь предыдущего глухого жильца. Переехав, Гойя создал серию из 14 работ, которые написал маслом прямо на стенах дома. Художник не давал названия произведениям, а имена, под которыми они известны сейчас, были присвоены другими после его смерти.
В 1823 году Гойя передал дом своему внуку Мариано. После различных смен собственников в 1874 году дом перешел во владение французского банкира барона Эмиля д'Эрланжера. После 70 лет пребывания на стенах фрески сильно обветшали, и, чтобы их сохранить, новый владелец дома поручил перенести их на холст под руководством Сальвадора Мартинеса Кубельса, куратора музея Прадо.

## Критика
К тому времени, как картины впервые были выставлены на всеобщее обозрение, Гойя уже давно умер. Испанский художник Антонио Саура считал «Собаку» «самой красивой картиной в мире», а его современник Рафаэль Каногар называл ее «визуальной поэмой» и первой символистской картиной западного мира. Мануэла Мена, куратор музея Прадо, сказала, что «нет ни одного современного художника в мире, который не молился бы перед „Собакой“».